# Terry McDermott
Terry McDermott (n. 20 septembrie 1940, Essexville⁠(d), Michigan, SUA – d. 20 mai 2023) a fost un patinator de viteză ce a reprezentat Statele Unite ale Americii, medaliat olimpic. A participat la 3 ediții ale Jocurilor Olimpice (1960, 1964, 1968) în care a câștigat o medalie de aur și o medalie de argint.